# 老人增三
天鸽座η，又名CD-42 2266，HD 40808、SAO 217650、HR 2120，是天鸽座的一颗恒星，视星等为3.96，位于銀經249.46，銀緯-27.23，其B1900.0坐标为赤經5h 56m 5.1s，赤緯-42° -27.23′ 14″。